# EuroCup Women 2007-2008
L'EuroCup Women 2008 è stata la sesta edizione della competizione organizzata dalla FIBA Europe.
La competizione è stata vinta per la prima volta dalla Beretta Famila Schio, in finale sul BK Mosca.

## Regolamento
La formula ha previsto sette turni eliminatori. Al turno eliminatorio in gara unica ad eliminazione diretta hanno preso parte dieci squadre, che si sono giocate l'accesso al turno preliminare; quest'ultimo era basato su dodici gironi all'italiana di quattro squadre ciascuno, che si incontravano in partite d'andata e ritorno. Le prime due di ogni girone e le migliori terze venivano ammesse ai sedicesimi di finale, con gare di andata e ritorno, così come ottavi, quarti, semifinali e finale.

## Risultati

### Semifinali

#### Andata
| 6 marzo 2008, ore 18:30 | Elitzur Ramla                                        | 80 – 74 referto | BK Mosca | Ramla (1200 spett.)\| Arbitro: \| Engin Kennerman (Turchia), Miroslav Tomov (Bulgaria) \| |
| Arbitro:                | Engin Kennerman (Turchia), Miroslav Tomov (Bulgaria) |                 |          |                                                                                           |

| 6 marzo 2008, ore 20:00 | Galatasaray Sport Kulübü                             | 63 – 55 referto | Beretta Famila Schio | Istanbul (600 spett.)\| Arbitro: \| Dragan Neskovic (Serbia) e Boris Gabara (Slovacchia) \| |
| Arbitro:                | Dragan Neskovic (Serbia) e Boris Gabara (Slovacchia) |                 |                      |                                                                                             |

#### Ritorno
- Beretta Famila Schio-Galatasaray Sport Kulübü 80-67
- BK Mosca-Elitzur Ramla 78-60

### Finale

#### Andata
| 27 marzo 2008, ore 20:30 | Beretta Famila Schio                                   | 87 – 67 | BK Mosca | Ramla (2300 spett.)\| Arbitro: \| Tomas Jasevičius (Lituania), Tomasz Trawicki (Polonia) \| |
| Arbitro:                 | Tomas Jasevičius (Lituania), Tomasz Trawicki (Polonia) |         |          |                                                                                             |

Schio: Consolini n.e., Moro 11, Butler 3, Donaphin 8, Tassara 4, Masciadri 12, Rubino n.e., Ngoyisa 18, Ress 3, Ciampoli 8, Macchi 20, Zambon n.e. All.: Sandro Orlando.

Mosca: Latysheva 7, Currie 13, Vukicevic n.e., Savelyeva 3, Beglova n.e., Zakalyuzhnaya 17, Danilochkina 15, Logunova n.e., Pierson 12, Grishaeva n.e. All.: Aleksander Vasin.

#### Ritorno
| 13 aprile 2008, ore 19:00 | Bk Mosca                                              | 69 – 78 | Beretta Famila Schio | Mosca (2000 spett.)\| Arbitro: \| Ivo Dolinek (Repubblica Ceca), Jasmina Tatic (Serbia) \| |
| Arbitro:                  | Ivo Dolinek (Repubblica Ceca), Jasmina Tatic (Serbia) |         |                      |                                                                                            |

Mosca: Latysheva 3, Currie 16, Vukicevic, Becirovic, Savelyeva, Beglova 6, Zakalyuzhnaya 5, Danilochkina 18, Logunova, Pierson 17, Grishaeva 4. All.: Aleksander Vasin.

Schio: Consolini 1, Moro 14, Butler 2, Donaphin 16, Masciadri 12, Rubino 2, Ngoyisa 3, Ress 10, Ciampoli, Macchi 18. All.: Sandro Orlando.

## Verdetti
- Vincitrice dell'EuroCup 2008:  Pallacanestro Femminile Schio.
Formazione: Deanne Butler, Federica Ciampoli, Chiara Consolini, Bethany Donaphin, Laura Macchi, Raffaella Masciadri, Elisabetta Moro, Bernadette Ngoyisa, Kathrin Ress, Jenna Rubino, Simona Tassara. Allenatore: Sandro Orlando.